# Goran Cerović
Goran Cerović (Servisch: Горан Церовић) (Pljevlja, 24 april 1988) is een Montenegrijns wielrenner.

## Carrière
In 2015 werd Cerović nationaal kampioen op de weg, door Demir Mulić bijna anderhalve minuut voor te blijven en solo als eerste te finishen. Twee jaar later werd hij nationaal kampioen tijdrijden.

## Overwinningen
2015
 Montenegrijns kampioen op de weg, Elite
2017
 Montenegrijns kampioen tijdrijden, Elite
2018
 Montenegrijns kampioen op de weg, Elite